# Jan Košek
Jan Košek, né le 18 juillet 1884 et mort le 30 décembre 1927, est un footballeur international tchèque, évoluant au poste d'attaquant dans les années 1900.

## Biographie
Il joue de 1906 à 1907 avec le SK Slavia Prague. International bohémien, il joue trois matchs entre 1906 et 1908 et inscrit six buts dont quatre lors d'un match en 1907 contre la Hongrie à Prague.
Atteint d'une hyperparathyroïdie primaire depuis son enfance, ses articulations se rigidifient peu à peu, mettant un terme rapide à sa carrière de footballeur. 